# 香山飯店

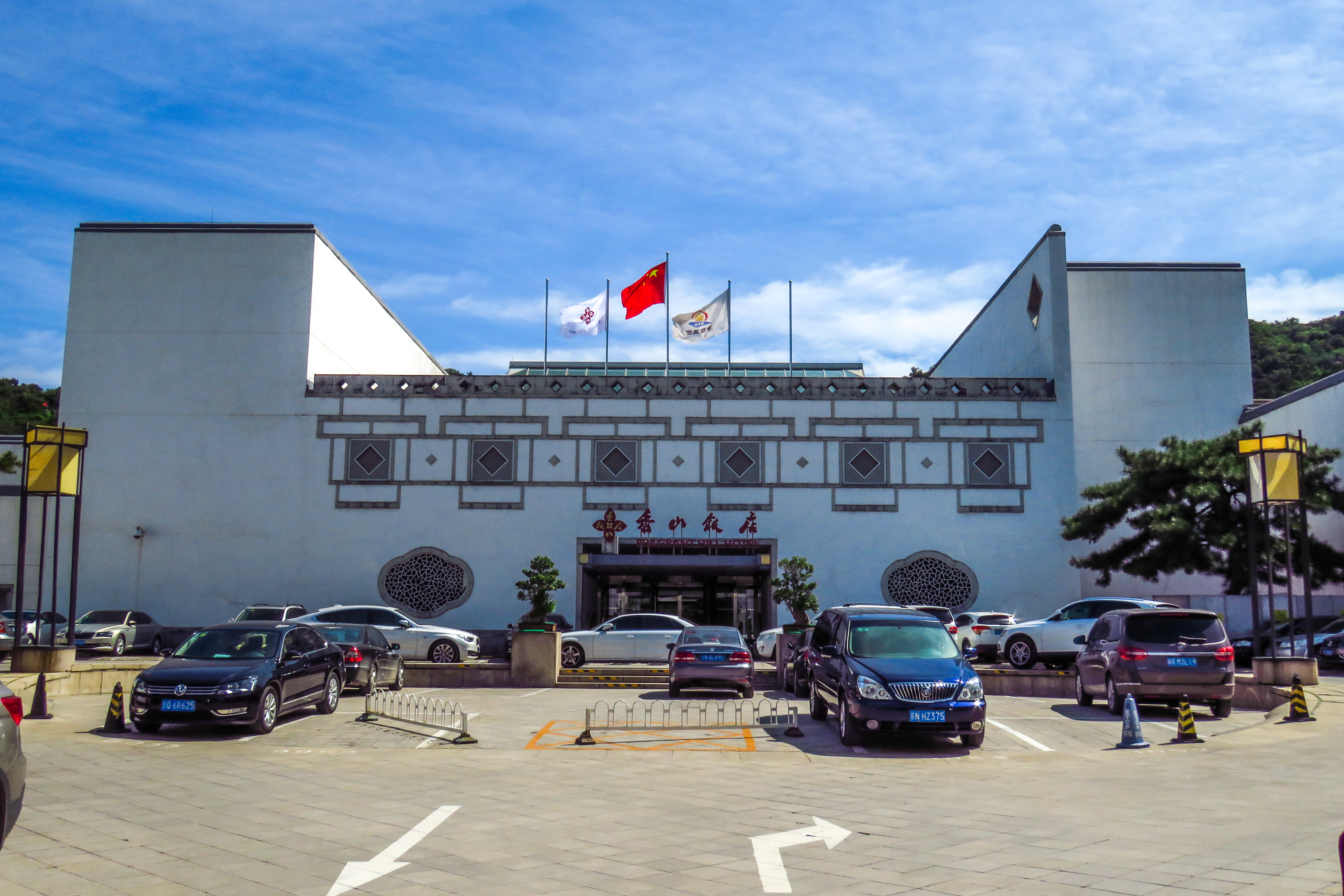
香山飯店正門

香山飯店（英語：Fragrant Hill Hotel）是一座位于中国北京西山风景区香山公园内的四星级酒店，原址曾为香山慈幼院女校:485，饭店的建筑和园林由美籍华裔建筑设计师贝聿铭主持设计，1982年建成开业，1984年曾获“美国建筑学会荣誉奖”。

## 建築設計
香山饭店主体建筑是一栋白色的现代主义楼房，饭店宽阔的常春厅大堂，采用玻璃屋顶，自然采光，使内庭成为光庭，乃是贝氏建筑设计的特点之一。主体建筑后的流华池，是典型的中国式园林，弯曲的小径，铺鹅卵石，周围布置假山，白色建筑倒影在水池中，和中式园林有机的融为一体。

## 圖片

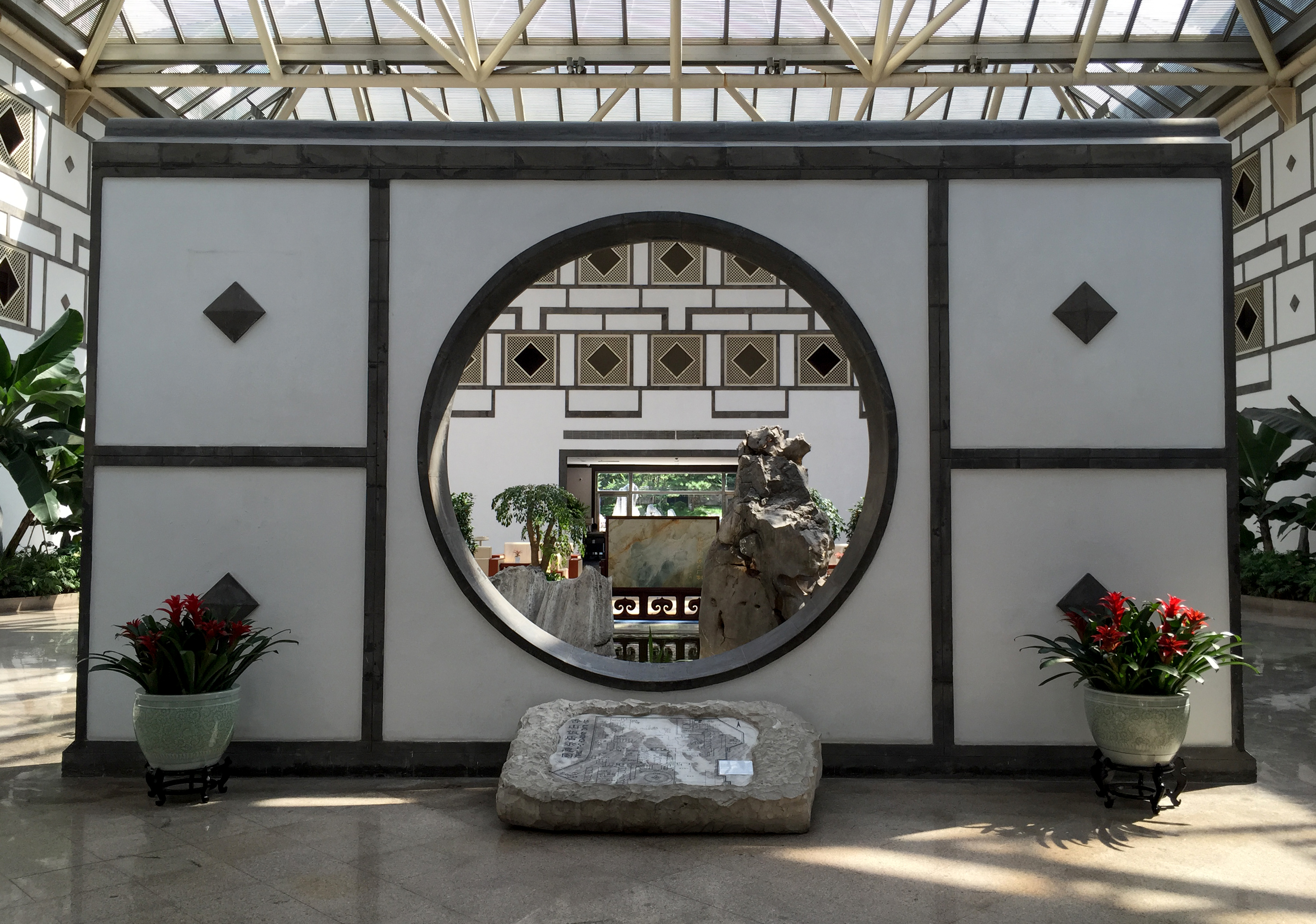
香山飯店大堂月洞門
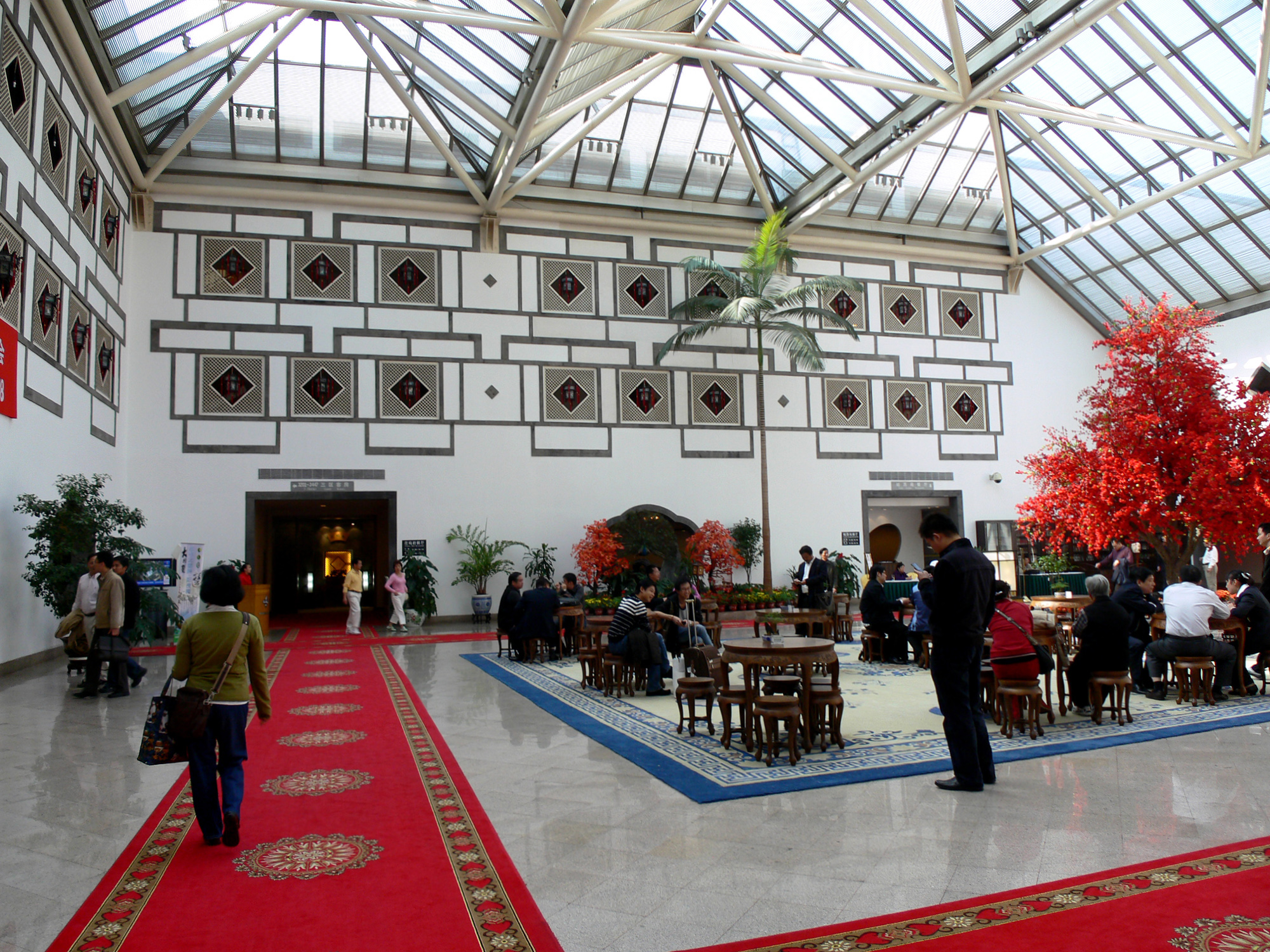
香山飯店天光常春厅
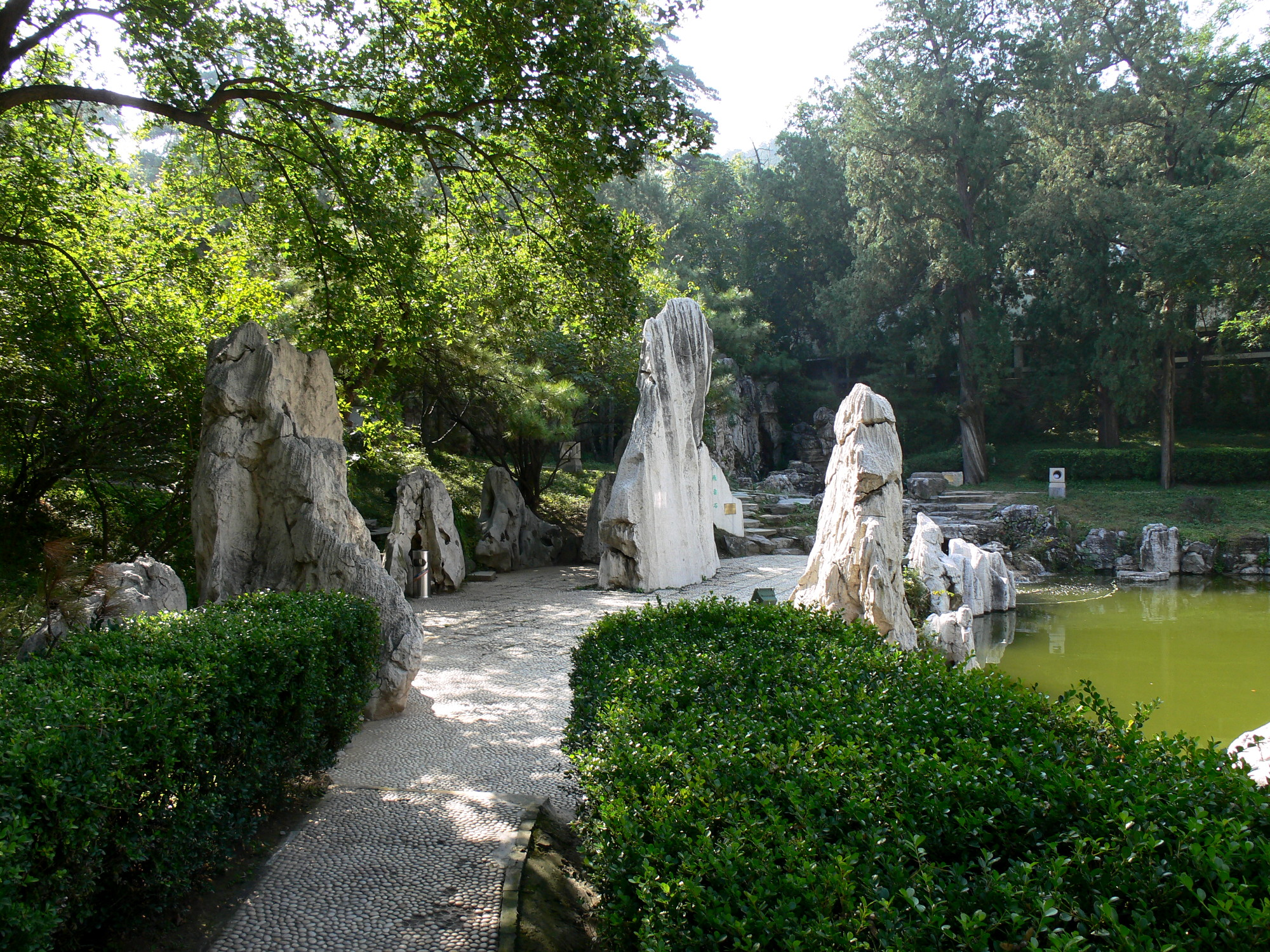
香山飯店园林

## 相關
- 楊元龍
- 僑美旅遊事業有限公司